# Magdalis rufa

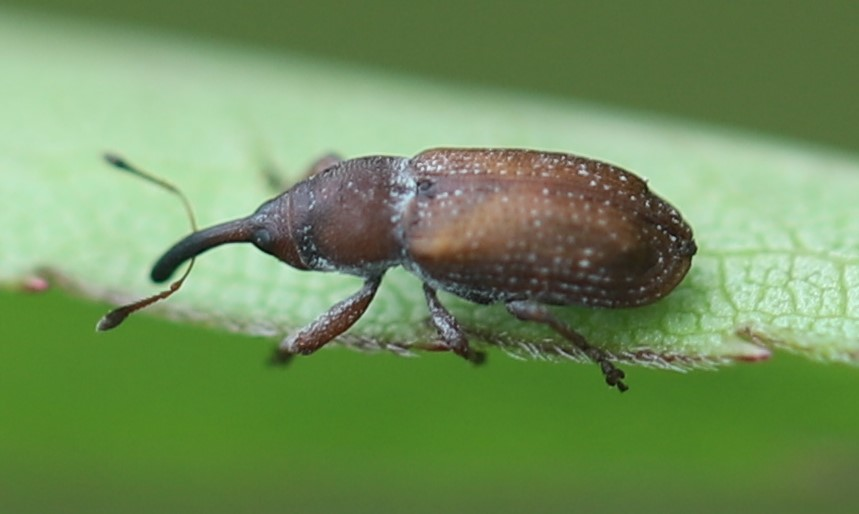

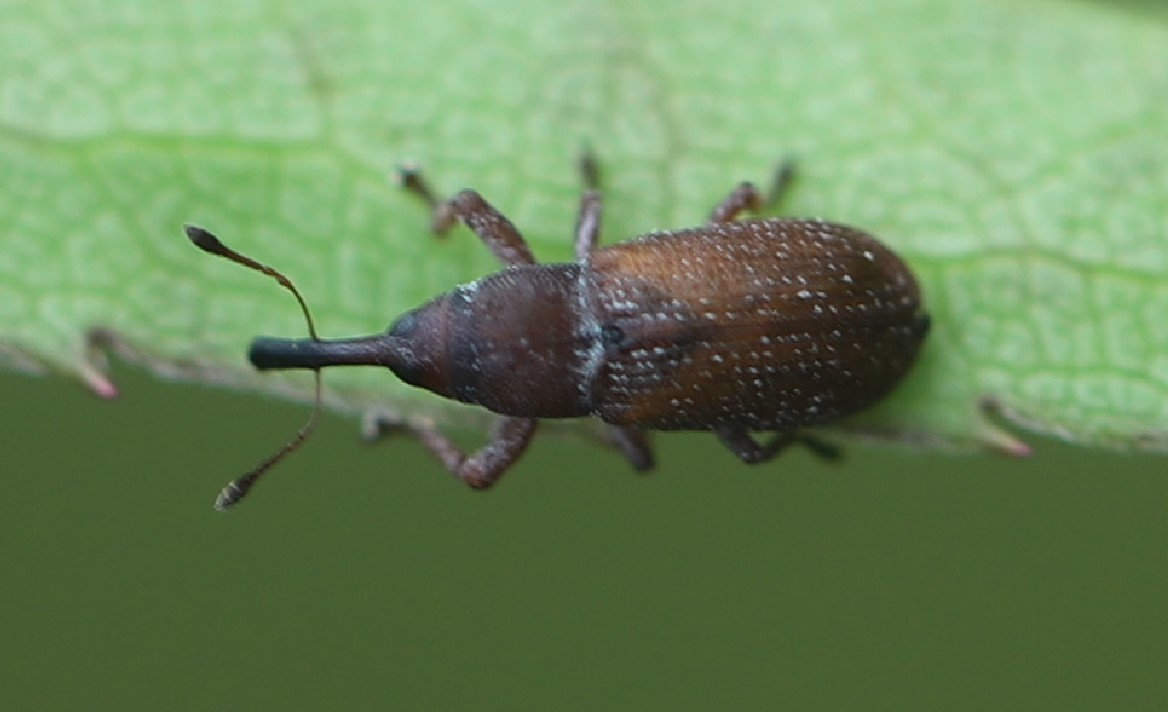

Magdalis rufa ist ein Käfer aus der Familie der Rüsselkäfer (Curculionidae). Magdalis rufa ist in Europa eine von 25 Arten der Gattung Magdalis. Die Erstbeschreibung geht auf Ernst Friedrich Germar im Jahr 1824 zurück. Das lateinische Art-Epitheton rufa bedeutet „rötlich“.

## Merkmale
Die Käfer sind 3,5–5,5 mm lang. Sie besitzen einen gestreckten Körper. Die Oberseite der Käfer ist braunrot. Die Fühler und Beine sind rot gefärbt. Über die Elytren verlaufen Streifen länglicher Punkte. Die Zwischenräume sind einreihig punktiert.

## Verbreitung
Die Käferart ist in der westlichen Paläarktis heimisch. Im Süden reicht das Vorkommen bis nach Nordafrika. In Mittel- und Südeuropa ist die Art weit verbreitet. Möglicherweise dehnt die Art ihr Vorkommen nach Norden aus. In Polen wurde die Art erstmals 2020 nachgewiesen. Die gegenwärtige nördliche Verbreitungsgrenze liegt auf Höhe von Dänemark.

## Lebensweise
Als Wirtspflanzen der Käferart dienen Kiefern (Pinus). Die Larven entwickeln sich in den dünnen und dürren Zweigen und Ästen der Nadelbäume. Die Käfer beobachtet man zwischen Mai und Ende September in Waldgebieten mit Kiefernbestand. In Mitteleuropa ist die Wirtspflanze die Waldkiefer.